# Tanimbargökduva
Tanimbargökduva (Macropygia timorlaoensis) är en fågel i familjen duvor inom ordningen duvfåglar.

## Utbredning och systematik
Fågeln förekommer i Tanimbaröarna (Yamdena, Larat och Selaru) i östra Indonesien. Tidigare behandlades den som en del av större gökduva (M. magna).

## Status
Internationella naturvårdsunionen IUCN kategoriserar arten som livskraftig.